# Malan Marnersdóttir
Malan Marnersdóttir (* 25. Januar 1952 in Klaksvík, Färöer; ursprünglich Malan Marnersdóttir Simonsen) ist die erste feministische färöische Literaturwissenschaftlerin und war bis zum 1. Dezember 2004 Rektorin der Universität der Färöer (Fróðskaparsetur Føroya).

## Leben
Malan wird 1952 in der färöischen Fischereimetropole Klaksvík als Tochter des Arztes Marner Andreas Simonsen (* 1921 in Tórshavn; † 2001) und der Krankenschwester Anna Kristina Godtfred (* 1920 in Vágur; † 2012) geboren. Malan Marnersdóttirs Adoptivtochter Jóna Maria wurde 1982 geboren. Ihr (zweiter) Mann Jens Cramer (* 1940 in Hadersleben) ist ein dänischer Skandinavist.
Bedingt durch den Beruf ihres Vaters wächst sie an verschiedenen Orten der Färöer und Dänemarks auf. Nach ihrem Mathematik-Abschluss am Tórshavner Gymnasium 1971 studiert sie Französisch an der Universität Århus und danach Dänisch an der Universität Kopenhagen, wo sie 1979 als Magister abschließt. Direkt im Anschluss ist sie Lehrerin an ihrem alten Gymnasium bis 1981. Danach wird sie Lektorin für Dänisch und Färöisch an der Johann Wolfgang Goethe-Universität in Frankfurt am Main. Seit 1983 arbeitet sie am Färöischen Institut (Føroyamálsdeild) der Universität der Färöer in Tórshavn. Von 1998 bis 2004 ist sie Rektorin der Universität und erhält am 19. Mai 2004 den Professorentitel.
Malan Marnersdótter ist die erste färöische Autorin, die sich systematisch mit der Rolle der Färingerinnen in Literatur und Gesellschaft beschäftigte. 1988 schreibt sie zusammen mit Laura Joensen das Schauspiel Logi, logi, eldur mín („Entzünde meine Flamme“) über Johanna Maria Skylv Hansen. Ihre Dissertation dreht sich um die nationale färöische Bewegung um die Jahrhundertwende und ihre Wahrnehmung in Öffentlichkeit und Literatur. Hieraus resultieren zwei Werke: Kvinnurøddir („Frauenstimmen“) erscheint bereits 1985, danach 1989 Konurák („Frauenbewegung“). In beiden Büchern geht es um das Wirken von Súsanna Helena Patursson und ihre frühen Mitstreiterinnen der ersten Frauenzeitschrift Oyggjarnar. 1992 erscheinen mit Fyri fyrst („Vorläufig“) und Bylgjurnar leika í trá („Die Wellen spielen in der Sehnsucht“) zwei Sammlungen der frühesten färöischen Frauenliteratur. Für das letztgenannte Werk erhält sie den Färöischen Literaturpreis für Fachliteratur (M.A. Jacobsens virðisløn). 1994 schreibt sie zusammen mit ihren Studenten das Buch Vinalagið, náttúran og samfelagið („Die Freundschaft, Natur und Gesellschaft“) über Marianna Debes Dahl. In dem Standardwerk Nordisk kvindelitteraturhistorie („Nordische Frauenliteraturgeschichte“) 1993–1998 schreibt sie den Abschnitt über die Färöer.
Neben vielen Ämtern, unter anderem im Nordischen Rat, die sich aus ihrer Universitätslaufbahn ergaben, war Malan Marnersdóttir 1998 Präsidentin des alle zwei Jahre stattfindenden Kongresses der International Association of Scandinavian Studies, bei seiner Tagung auf den Färöern.
Am 25. April 2005 hatte Malan Marnersdóttir die Ehre, auf dem Vaglið (zentraler Platz in Tórshavn), die traditionelle Rede zum Tag der Flagge der Färöer zu halten. Es ist der 65. Jahrestag des Merkið.

## Deutsche Artikel
- Denmark.dk: „Die Färöer“ (von Malan Marnersdóttir in: Gyldendals Leksikon)
- Färöische Literatur. In: Jürg Glauser (Hrsg.): Skandinavische Literaturgeschichte. 2. Aufl. Metzler, Stuttgart 2016, S. 423–444, ISBN 978-3-476-02454-1.